# Epitranus globosus
Epitranus globosus är en stekelart som beskrevs av T.C. Narendran 1989. Epitranus globosus ingår i släktet Epitranus och familjen bredlårsteklar. Inga underarter finns listade i Catalogue of Life.